# Баня Лучица
Баня Лучица (на сръбски: Бања Лучица) е село в Босна и Херцеговина, разположено в община Соколац, в ентитета на Република Сръбска. Намира се на 783 метра надморска височина. Населението му според преброяването през 2013 г. е 23 души, от тях: 23 (100 %) бошняци.

## Население
Численост на населението според преброяванията през годините:
- 1961 – 237 души
- 1971 – 255 души
- 1981 – 220 души
- 1991 – 169 души
- 2013 – 23 души